# Autostrada A65 (Franța)
Autostrada A65, numită și Autoroute de Gascogne este o autostradă care leagă Langon, în Gironde, de Pau, în Pyrénées-Atlantiques, în Franța, din 16 decembrie 2010.
10 puncte de taxare din 12 sunt automatizate.
Tronsonul cuprins între ieșirile 6 și 7 este gratuit, pentru a crea o variantă de ocolire a comunei Aire-sur-l'Adour. Restul autostrăzii este cu taxă.
Pe această autostradă, informațiile despre trafic erau furnizate de Autoroute de Gascogne FM, care transmitea programul Radio Vinci Autoroutes pe frecvența 107,7 MHz.
Din decembrie 2022, informațiile despre traficul de pe A65 sunt difuzate pe frecvența 107,7 MHz de Autoroute Info.

## Istoric
- 20 ianuarie 1995: lansarea consultării privind variante de 1 000 m.
- 29 martie 1996: decizie ministerială privind alegerea variantei de 1 000 de metri[2].
- 1997 - 2001: diverse studii tehnice și întâlniri cu partenerii pentru stabilirea opțiunilor de amenajare în cadrul studiilor de Avant-Projet-Sommaire (APS).
- Mai - iunie 2001: consultarea principalelor colectivități teritoriale, a camerelor consulare și a asociațiilor reprezentative pentru compararea diferitelor coridoare de 300 de metri.
- 7 ianuarie 2002: decizie ministerială privind alegerea coridorului de 300 de metri[3].
- 18 iunie 2003: lansarea apelului de candidaturi pentru concesiune. Inițial, candidații au fost invitați să formuleze, până la 10 ianuarie 2005, un diagnostic privind scenariile avute în vedere (traseu nou sau modernizarea unor porțiuni existente) și să prezinte eventual variante.
- 30 iulie 2004: consultarea candidaților concesionari.
- 18 decembrie 2006:
  - declararea utilității publice (DUP) prin decret[n 1][4];
  - semnarea contractului de concesiune între stat și societatea A’LIENOR pentru proiectarea, construcția, întreținerea, exploatarea și mentenanța autostrăzii. Această concesiune se aplică pe întregul traseu nou construit;
- aprobarea convenției de concesiune prin decretul 2006-1619[5].
- 2008: achiziții funciare și începutul lucrărilor, cu o durată estimată de aproximativ 30 de luni.
- 16 decembrie 2010, ora 10:00: darea în exploatare a autostrăzii.

## Traseu
| De la A62 până la ieșirea 6; tronson cu taxă concesionat către A'Liénor.                       |                                                                                    |             |
| A62 E72                                                                                        |                                                                                    |             |
| Intersecție                                                                                    | Nod rutier între A62 și A65: Langon, Bordeaux; Marmande, Bergerac.                 | A62         |
| A65 E07                                                                                        |                                                                                    |             |
| 1 - Bazas                                                                                      | Orașe deservite: Bazas, Villandraut.                                               |             |
|                                                                                                | Zonă de odihnă: Bazas (în ambele sensuri).                                         |             |
| 2 - Captieux                                                                                   | Oraș deservit: Casteljaloux, Captieux.                                             |             |
|                                                                                                | Zonă de servicii: Cœur d'Aquitaine (în ambele sensuri).                            |             |
|                                                                                                | Trecerea din departamentul Landes în departamentul Gironde.                        |             |
| 3 - Roquefort                                                                                  | Oraș deservit: Roquefort, Labrit.                                                  | RD626       |
|                                                                                                | Zonă de odihnă: Porte d'Armagnac (în ambele sensuri).                              |             |
| 4 - Le Caloy                                                                                   | Oraș deservit: Mont-de-Marsan, Dax, Bayonne, Centru de întreținere și jandarmerie. | RD933       |
|                                                                                                | Zonă de odihnă: Le Marsan (în ambele sensuri).                                     |             |
| 6 - Aire-sur-l'Adour-nord                                                                      | Oraș deservit: Aire-sur-l'Adour, Mont-de-Marsan, Tarbes, Auch, Agen, Bordeaux.     | RD824 RD935 |
|                                                                                                | Zonă de servicii: Adour (în ambele sensuri).                                       |             |
| De la ieșirea 6 la ieșirea 7; tronson gratuit (cu bilet de taxare) concesionat către A'Liénor. |                                                                                    |             |
| 7 - Aire-sur-l'Adour-sud                                                                       | Oraș deservit: Aire-sur-l'Adour, Pau (nod rutier parțial).                         | RD834       |
| De la ieșirea 7 până la A64; tronson cu taxă concesionat către A'Liénor.                       |                                                                                    |             |
|                                                                                                | Trecerea din departamentul Pyrénées-Atlantiques în departamentul Landes.           |             |
| 8 - Garlin                                                                                     | Oraș deservit: Garlin, Geaune.                                                     |             |
| 9 - Thèze                                                                                      | Oraș deservit: Thèze, Morlaàs, Serres-Castet.                                      | RD834       |
|                                                                                                | Zonă de odihnă: Béarn Vert et Or (în ambele sensuri).                              |             |
| A65 E07                                                                                        |                                                                                    |             |
| Intersecție                                                                                    | Nod rutier între A64 și A65: Pau, Lourdes, Tarbes, Zaragoza, Orthez, Bayonne.      | A64         |
| A64 E80                                                                                        |                                                                                    |             |